# Schönborn-Dreiwerden-Seifersbach
Schönborn-Dreiwerden-Seifersbach war von 1992 bis 1999 eine Gemeinde in Sachsen.

## Geschichte

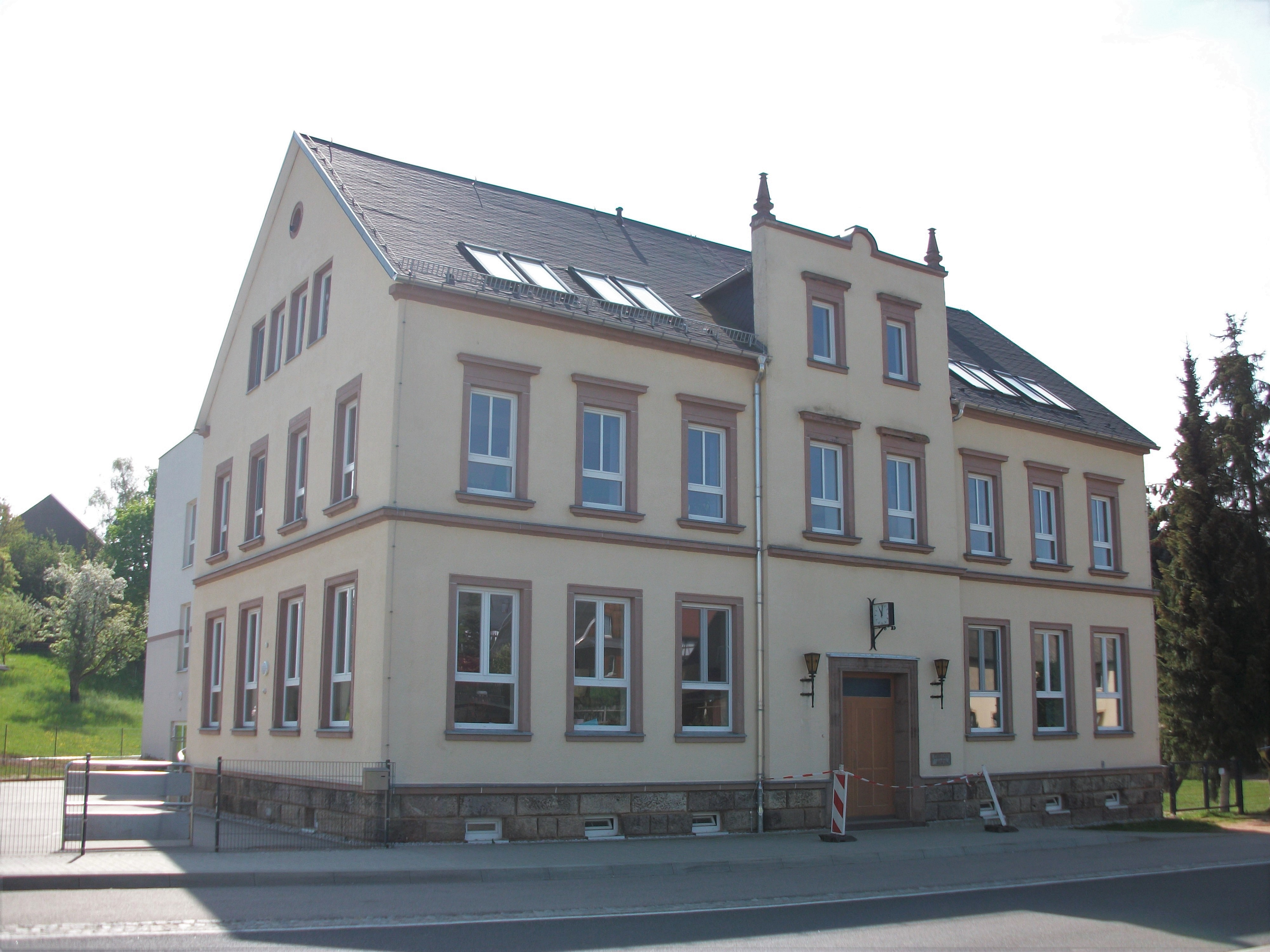
Grundschule Seifersbach

Die Gemeinde Schönborn-Dreiwerden-Seifersbach entstand am 1. Januar 1992 aus dem Zusammenschluss von Schönborn-Dreiwerden und Seifersbach im Landkreis Hainichen. Der Doppelname Schönborn-Dreiwerden entstand 1933 durch eine Namensänderung der Gemeinde Schönborn mit dem Ortsteil Dreiwerden. Dieser wurde jedoch nicht mehr amtlich als Gemeindeteil geführt. Im Zuge der Kreisgebietsreform 1994 wechselte die Gemeinde in den Landkreis Mittweida. Am 1. Januar 1999 schlossen sich Schönborn-Dreiwerden-Seifersbach mit den beiden Ortsteilen und Rossau zur neuen Gemeinde Rossau zusammen.
Die Gemeinde hatte am 31. Dezember 1998 eine Fläche von 1164 Hektar und 1831 Einwohner.